# بوریس داویدوف
بوریس داویدوف (اوکراینی: Борис Антоненко-Давидович؛ ۵ اوت ۱۸۹۹ – May 8, 1984 (age 84)) نویسنده، مترجم اهل امپراتوری روسیه بود.